# Pledge of Allegiance (película)
Pledge of Allegiance es una película estadounidense del género drama de 2003, dirigida por Lee Madsen, que a su vez la escribió, musicalizada por Adam Sanborne, en la fotografía estuvo Ben Kufrin y los protagonistas son Freddy Rodríguez, Carmine Giovinazzo y Jason Loughridge, entre otros. Este largometraje fue producido por HIP Films.

## Sinopsis
Mac y sus amigos gánsteres del colegio secundario, pretenden tomar el control de las apuestas deportivas en una ciudad colmada de delitos, prostitución y juegos de azar.